# Lochan Gleann Astaile
Lochan Gleann Astaile är en sjö i Storbritannien.   Den ligger i riksdelen Skottland, i den nordvästra delen av landet, 600 km nordväst om huvudstaden London. Lochan Gleann Astaile ligger 270 meter över havet. Den ligger på ön Jura. Trakten runt Lochan Gleann Astaile består i huvudsak av gräsmarker.